# Iphigénie (torpilleur)
Pour les articles homonymes, voir Iphigénie (homonymie).
L'Iphigénie est un torpilleur construit pour la marine française entre 1933 et 1936. Il appartenait à la classe La Melpomène, connue pour ses problèmes de stabilité et de navigabilité,,. Il a servi dans la Regia Marina sous le nom de FR 43.

## Conception
L'Iphigénie était un petit torpilleur, d’une longueur de 80,7 m, une largeur de 7,96 m et un tirant d'eau de 3,07 m. Son déplacement était de 610 tonnes, et 708 tonnes en pleine charge. Sa propulsion reposait sur deux chaudières Indret au fioul, deux turbines à vapeur à engrenages Rateau-Bretagne, et deux arbres d'hélice terminés par une hélice tripale. Sa puissance de 22000 ch lui donnait une vitesse maximale de 34,5 noeuds. Il emportait 90 à 170 tonnes de combustible, lui donnant une autonomie de 1800 milles marins à 18 nœuds, ou 1500 milles à 20 nœuds, ou 700 milles à 34,5 noeuds. Son armement se composait de 2 canons de 100 mm/45 en 2 tourelles simples, approvisionnés à 150 coups, 4 mitrailleuses Hotchkiss de 13,2 mm modèle 1929 antiaériennes (2 x 2 canons jumelés), 2 tubes lance-torpilles de 550 mm en un affût double, un grenadeur de sillage avec grenades et une torpille remorquée Ginocchio. Son équipage était de 105 hommes.

## Carrière
Dans le cadre de l’opération Anton, l’occupation italo-allemande de la France de Vichy et de ses territoires d’Afrique française du Nord, l'Iphigénie est capturée à Bizerte par les troupes allemandes le 8 décembre 1942, avec ses navires-jumeaux Bombarde et Pomone,. Vingt jours plus tard, les Allemands transfèrent les anciens navires français à la Regia Marina. L'Iphigénie est renommée FR 43,. Quelques modifications ont été apportées à l’armement des navires, comme l’ajout de deux canons de 37 mm et le remplacement des canons de 100 mm/45 par des canons de 100 mm/60. Les trois navires n’ont servi que quelques mois sous pavillon italien, sans prendre part à de grands événements.
Le 6 avril 1943, le torpilleur ainsi que ses sister-ships sont transférés à la Kriegsmarine qui les reclasse d’abord comme escorteurs rapides, rebaptisant SG 46 le FR 43. Le 15 mai 1943, elle leur rend leur classification de torpilleur. Le SG 46 devient alors le TA 11,,. Les trois navires font alors l’objet de travaux de modernisation, tels que la suppression des tubes lance-torpilles, l’ajout de radars et le renforcement de l’armement anti-aérien avec deux canons de 37 mm et quatorze de 20 mm.
Le 22 juillet 1943, le TA 11 quitte Pouzzoles pour escorter les vapeurs Adernò et Colleville jusqu’à Civitavecchia, avec le torpilleur italien Aliseo et deux chasseurs de sous-marins. Dans la matinée du 23 juillet, le convoi est attaqué par des avions. L’un d'eux est abattu et un des avions d’escorte italo-allemands est forcé d’amerrir. L'Aliseo subit de légers dommages et se sépare temporairement du convoi pour remorquer l’avion jusqu’à terre et y effectuer des réparations. Vers 19 h 30, l'Adernò est torpillé par le sous-marin britannique HMS Torbay (N79) et coule en quelques minutes. Pendant que l'Aliseo repêche les naufragés et poursuit le sous-marin, le TA 11 et les chasseurs de sous-marins escortent le Colleville jusqu’à sa destination.
Le 9 septembre 1943, après la proclamation de l’armistice de Cassibile, le TA 11, sous le commandement du Kapitänleutnant Karl Wolf Albrand, et son sister-ship le TA 9 quittèrent Naples avec l’ancien vapeur français Hans Carbet pour occuper le port de Piombino, dont le contrôle était nécessaire pour évacuer de la Corse et de la Sardaigne la 90. Panzergrenadier-Division et la Sturmbrigade Reichsführer-SS. Au cours du voyage, la formation prend également en charge quatre vedettes anti-sous-marines italiennes, les VAS 201, 214, 219 et 220, capturées peu de temps auparavant par des torpilleurs à moteur allemands. Le 10 septembre, à 4 h 30 du matin, les trois navires arrivent devant Piombino et demandent la levée des obstacles, invoquant l’excuse de devoir se ravitailler en charbon. Après un premier refus, la demande est acceptée. Une fois au port, le TA 11 s’amarre à la jetée sud tandis que le TA 9 se déplace vers la jetée nord, afin d’avoir toute la zone portuaire sous son feu, prenant ainsi le contrôle de la rade. Dans les heures qui suivent, de nombreuses péniches, barges à moteur et bateaux à moteur allemands affluent à Piombino. Dans la nuit du 10 au 11 septembre, les troupes italiennes passent à l’attaque. Les navires allemands amarrés dans le port sont visées par les tirs de batteries côtières mais aussi de quelques chars italiens. Plusieurs petits navires sont coulés ou mis hors de combat. Les deux torpilleurs ont été gravement endommagés en tentant de battre en retraite. Atteint par le fioul en feu déversé dans la mer par l’un des VAS touchés, et touché par plusieurs tirs de chars, le TA 11 a coulé dans le port de Piombino vers cinq heures du matin le 11 septembre à la position 42° 55' N et 10° 33' E.